# Albrecht Kossel
Albrecht Kossel (polno ime Ludwig Karl Martin Leonhard Albrecht Kossel), nemški biokemik in zdravnik, * 16. september, 1853,  Rostock, Mecklenburg - Predpomorjanska, Nemško cesarstvo, † 5. julij, 1927, Heidelberg, Baden-Württemberg, Weimarska republika.

## Mladost
Kossel je hotel študirati botaniko, toda njegov oče v tem ni videl nobene prihodnosti, zato je Kossel začel študirati medicino. Na Univerzi v Strassbourgu je prišel pod vpliv nemškega biokemika Felixa Hoppe-Seylera, vodilne osebnosti v biokemiji tistega časa. Leta 1877 je postal njegov asistent in tako ostal štiri leta pri njem. Pozneje je delal pri Emilu du Bois-Reymondu, nemškemu fiziologu. Leta 1879 je začel raziskovati snov, imenovano nuklein, ki jo je deset let prej izločil švicarski biokemik Johann Friedrich Miescher, Hoppe-Seylerjev študent, s poskusi pa je nadeljeval Hoppe-Seyler sam; pred Kosselovim raziskovanjem je bila ta snov slabo opisana.

## Raziskavenukleinskih kislininbeljakovin
Kosselove raziskave so se začele z dokazom, da je nuklein sestavljen iz beljakovinskega oz. proteinskega dela in nebeljakovinskega dela, tako da lahko govorimo o nukleo-proteinu, kjer je prostetična skupina, v tem primeru tesno vezan neproteinski del, nukleinska skupina. Beljakovinski del je bil zelo podoben kot druge beljakovine, medtem ko nukleinska kislina ni bila podobna nobenemu do takrat znanemu naravnemu produktu. Kossel je ugotovil, da so pri razbitju nukleinskih kislin med razpadlimi produkti purini in pirimidini. Ti dve sestavini vsebujejo tudi dušik, atomi pa so pri pirimidinih razporejeni v enem obroču, pri purinih pa v dveh obročih. Kossel je izločil dva različna purina, adenin in gvanin, ter vse tri različne pirimidine, timin, citozin in uracil. Prav tako je med razpadlimi produkti prepoznal ogljikov hidrat, vendar je slednje natančno določil šele Phoebus Levene, rusko-ameriški kemik.
Ker vsebujejo spermatozoji oz. spermiji obilo nukleinskih kislin, je začel Kossel raziskovati beljakovine v teh celicah. Odkril je histidin, esencialno aminokislino, ki jo spermatozoji vsebujejo zelo veliko. Izkazalo se je, da so te beljakovine precej bolj preproste kot beljakovine v navadnih celicah. Kossel je izdelal dokaj popolno teorijo, kako nastajajo navadne beljakovine iz preprostih sestavin, ki jih lahko vidimo v spermatozojih. S tem pa se je njegovo raziskovanje ustavilo, sa ni spoznal, da so bistvene sestavine spermatozojev in sploh vseh celic nukleinske kisline, ne pa beljakovine, in da so v spermijih vse nukleinske kisline.
Za profesorja fiziologije so ga imenovali leta 1895 v Marburgu, leta 1901 pa je nasledil Willya Kühna v Heidelbergu. Leta 1910 je dobil za svoje delo z beljakovinami in nukleinskimi kislinami Nobelovo nagrado za fiziologijo ali medicino. Umrl je v starosti 71 let, 5. julija 1927 v Heidelbergu.